# New Zealand Special Air Service
Il New Zealand Special Air Service, ufficialmente 1st New Zealand Special Air Service Regiment ma noto anche con l'acronimo di NZSAS,  è un reggimento di forze speciali ed unità di anti-terrorismo dell'esercito neozelandese, fondato il 7 luglio 1955 sul modello del suo corrispettivo britannico (Special Air Service).

## Storia
Dal 1955 ad oggi l'unità ha più volte cambiato denominazione. In origine chiamato Squadrone Ranger del New Zealand SAS, poi 1º Gruppo del SAS Neozelandese e, dal 2013, l'attuale denominazione di Special Air Service of New Zealand Regiment. Oltre che il nome l'unità è stata oggetto di riorganizzazioni ed ha notevolmente ampliato gli effettivi.

## Operazioni
Numerosi conflitti hanno visto impegnato il NZSAS, molte volte affiancato dalle sue unità similari britanniche, australiane o statunitensi.
- Emergenza malese (1955 - 1957);
- Confronto tra Indonesia e Malesia / operazione Claret (1962 - 1966);
- Guerra del Vietnam (1968 - 1971);
- Rhodesia / Zimbabwe, operazione Midford (1979 - 1980);
- Somalia (1992 - 1995);
- Balcani, Guerra in Bosnia e del Kossovo (dal 1992);
- Timor Est (dal 1999);
- Guerra in Afghanistan (2001 - 2021);
- Intervento militare contro l'ISIS (solo in Iraq, dal 2014).

Durante la Guerra in Afghanistan molti operatori del Reggimento furono inseriti nella Task Force K-Bar, incaricata di catturare comandanti talebani e di Al Quaeda. Sempre in relazione a questo conflitto nel 2005 fu assegnata al caporale Willie Apiata (di origine maori e veterano del Reggimento) la Victoria Cross per aver salvato la vita ad un commilitone ferito durante un'imboscata.

## Struttura
Il Reggimento ha sede al Papakura Military Camp, ad Auckland. Si compone di:
- Quartier Generale;
- Sezione Addestrativa;
- Reparto Trasmissioni;
- Unità d'intelligence;
- Componente Operativa, composta dagli Squadroni A, B, (organizzati in quattro Troop, sul modello del SAS britannico ) D (unità antiterrorismo interno ed estero, istituito nel 2005) ed E (esperti in esplosivi).

La selezione, l'addestramento ed i compiti operativi sono i medesimi del SAS.

## Membri noti
- Sir Jerry Mateparae: ufficiale dell'esercito tra il 1972 ed il 2011. Dopo essere stato ufficiale del SAS fu promosso generale e comandante del contingente neozelandese a Timor Est nel 1999 - 2000. Congedatosi dall'esercito fu designato Governatore Generale della Nuova Zelanda (alter ego della Regina Elisabetta a Wellington), carica ricoperta tra il 2011 ed il 2016.
- Martin Dunne: ufficiale del SAS, poi diventato generale dell'esercito.
- Mark Coburn (pseudonimo): membro prima del SAS Neozelandese, poi del SAS Britannico dal 1989. Prese parte alla Guerra del Golfo quale membro della pattuglia Bravo Two Zero. Anni dopo il congedo, nel 2004, pubblicò un'autobiografia intitolata "Soldier Five".
- Willie Apiata: ha prestato servizio nell'esercito neozelandese tra il 1989 ed il 2012, nel SAS dal 1996 fino al congedo. Decorato con la Victoria Cross per aver salvato un compagno ferito in un'imboscata pur essendo stato lui stesso ferito nel medesimo frangente.